# Nevena Kokanova
Nevena Kokanova (în bulgară Невена Богданова Коканова, transliterat: Nevena Bogdanova Kokanova; n. 12 decembrie 1938, Dupnița, Kiustendil, Bulgaria – d. 3 iunie 2000, Sofia, Bulgaria) a fost o actriță de teatru și film bulgară. Era cunoscută drept „prima doamnă a cinematografiei bulgare”, de o frumusețe clasică, cu ochi mari. A fost actrița preferată a regizorului Liubomir Șarladjiev.
Printre cele mai cunoscute filme ale sale se numără Hoțul de piersici (1964), Aroma de migdale (1967), Ocolul (1967) și Galileo Galilei (1968).

## Biografie
A urmat mai întâi o școală de afaceri și, fără nicio pregătire de actorie, a jucat-o pe Julia la teatrul din Iambol, care acum poartă numele ei. Acolo, regizorul Ianko Iankov a descoperit-o și a distribuit-o în rolul Emmei din filmul Dreptul la dragoste (1957). Talentul ei a fost convingător, astfel că, după stagiul la teatrele din Gabrovo și Ruse și terminarea studiilor de artă dramatică, a primit un angajament la Teatrul Satiric de Stat „Aleko Konstantinov” din Sofia, unde a avut succes, printre altele, în rolul Mariei Antonova din piesa Revizorul a lui Gogol.
Prima apariție pe ecran a fost în filmul Două victorii (1956). Se remarcă cu rolurile de profunzime psihologică din Dreptul la dragoste (1957) și Fii fericită, Ani! (1961). În film ea a întruchipat adesea personaje feminine în conflictul dintre dragoste și simțul datoriei, dar care a știut să se afirme cu farmecul ei feminin. A jucat alături de toți actorii bulgari importanți, inclusiv Ivan Andonov, Gheorghi Gheorgiev-Gez și Gheorghi Kaloiancev. La festivalul național de film de la Varna a primit de mai multe ori Premiul pentru actorie, inclusiv în 1963 pentru rolul Irina din Tutun al lui Nikola KoraboV, în 1964 pentru rolul Lisei alături de actorul iugoslav Rade Marković în Hoțul de piersici de Vîlo Radev și în 1967 pentru rolurile din Aroma de migdale a lui Liubomir Șarladjiev, precum și în filmul Ocolul lui Grișa Ostrovski și Todor Stoianov, și în 1973 pentru rolul ei în Cel mai bun om pe care-l cunosc a lui Șarladjiev. În 1969 a jucat rolul iubitei lui Galileo în filmul „Galileo Galileo” al renumitei cineaste italiene Liliana Cavani.
În anul 1980 Kokanova a regizat împreună cu Lyubomir Scharlandschiev filmul Trei păcate mortale. În 1982 a jucat sub conducerea regizorului Juan Antonio Bardem, în filmul premiat Avertismentul, un film biografic despre viața liderului bulgar al Cominternului Gheorghi Dimitrov, film realizat în coproducție între Bulgaria, RDG și Uniunea Sovietică.
Kokanova a decedat în 2000 de cancer, la vârsta de 61 de ani.

## Filmografie selectivă
- 1956 Două victorii (Две победи / Dve pobedi), regia Borislav Șaraliev
- 1957 Dreptul la dragoste (Години за любов / Godini za lyubov), regia Ianko Iankov
- 1960 În liniștea serii (В тиха вечер / V tiha vecer), regia Boris Șaraliev
- 1961 Fii fericită, Ani! (Бъди щастлива, Ани! / Budi sciastliva, Ani!), regia Vladimir Iancev
- 1962 Tutunul (Тютюн / Tiutiun), regia Nikola Korabov
- 1963 Inspectorul și noaptea (Инспекторът и нощта/Inspektorat i nostta), regia Ranghel Vălceanov
- 1963 Întâlnire la miezul nopții (Среднощна среща / Srednocitna sreșta), regia Nikola Mincev
- 1964 Hoțul de piersici (Крадецът на праскови / Kradețăt na praskovi), regia Vălo Radev
- 1966 Carambol (Карамбол / Karambol), regia Liubomir Șarladjiev
- 1967 Aroma de migdale (С дъх на бадеми / S dîh na bademi), regia Liubomir Șarladjiev
- 1967 Cea mai lungă noapte (Най-дългата нощ / Nai dîlgatanoșt), regia Vălo Radev
- 1967 Ocolul (Отклонение / Otklonenie), regia Grișa Ostrovski și Todor Stoianov
- 1968 Galileo Galilei (Galileo), regia Liliana Cavani
- 1969 Bărbați în deplasare (Мъже в командировка / Mîje v komandirovka), regia Grișa Ostrovski și Todor Stoianov
- 1971 Duel straniu (Странен двубой / Stranan druboi), regia Todor Stoianov
- 1972 Afecțiune (Обич / Obici), regia Liudmil Staikov
- 1972 Pasărea liberă (Момчето си отива / Momceto si otiva), regia Liubomir Kirkov
- 1973 Cel mai bun om pe care-l cunosc (Най-добрият човек, когото познавам! / Nai-dobriat ciovek kogoto poznavam), regia Liubomir Șarladjiev
- 1974 Arbore fără rădăcini (Дърво без корен / Drvo bez koren), regia Hristo Hristov
- 1976 Amendament la legea siguranței statului (Допълнение към Закона за защита на държавата / Doplnenie kîm zakona za zascita na dîrjavata), regia Liudmil Staikov
- 1976 Nu pleca! (Не си отивай! / Ne si otivai!), regia Liubomir Kirkov
- 1976 Nu-ți uita aproapele (Спомен за близначката / Spomen za Bliznacikata), regia Liubomir Șarladjiev
- 1977 Matriarhat (Матриархат / Matriarhat), regia Liudmil Kirkov
- 1980 Trei păcate mortale (Трите смъртни гряха / Trite smrtni griaha), regia Liubomir Șarladjiev
- 1981 Regina din Tărnovo (Търновската царица / Tărnovskata țarița), regia Ianko Iankov
- 1982 Avertismentul (Предупреждението / Predprejdenieto), regia Juan Antonio Bardem
- 1984 Șarm periculos (Опасен чар / Opasen ciar), regia Ivan Andonov
- 1991 Vreau America (Искам Америка), regia Kiran Kolarov
- 1993 Sezonul canarilor (Сезонът на канарчетата / Sezonat na kanarcietata), regia Evgheni Mihailov
- 1999 Podul Dunării (Дунав мост / Dunav most), regia Ivan Andonov (serial TV, 7 episoade)

## Recompense
- A primit mai multe premii naționale, cum ar fi Artistă emerită (1967), Artistă a Poporului (1974) și Premiul Dimitrov (1986).
- La Festivalul de Film Bulgar din 1972 a câștigat premiul pentru cea mai bună actriță.[6]
- În 2006, în emisiunea de televiziune Velikite bălgari (Великите българи), Kokanova a fost aleasă pe al 62-lea loc ca mare bulgar de către telespectatorii țării.